# Mutations (album)
Mutations är bandet Fights andra album. Det släpptes genom Epic Records 1994, och det är en delvis liveskiva och delvis remixer från det första albumet, War of Words.

## Låtlista
1. "Into the Pit" (Live) - 4:10
2. "Nailed to the Gun" (Live) - 3:34
3. "Freewheel Burning" (Live, från början låt av Judas Priest) - 4:45
4. "Little Crazy" (Live) - 4:56
5. "War of Words" (Bloody Tounge Mix) - 6:47
6. "Kill It" (Dutch Death Mix) - 3:50
7. "Vicious" (Middle Finger Mix) - 6:05
8. "Immortal Sin" (Tolerence Mix) - 5:49
9. "Little Crazy" (Straight Jacket Mix) - 5:55

## Medverkande
- Sång: Rob Halford
- Gitarr: Brian Tilse
- Gitarr: Russ Parrish
- Bas: Jay Jay
- Trummor: Scott Travis